# Roesbrugge
Roesbrugge is een landelijk dorp in de Belgische provincie West-Vlaanderen. Roesbrugge is het grootste dorp in Roesbrugge-Haringe, een deelgemeente van de stad Poperinge. Roesbrugge ligt in het noordwesten van Poperinge, en in het noorden van de deelgemeente Roesbrugge-Haringe. De dorpskern ligt langs de IJzer, die hier België binnenstroomt. Een oude tak van de IJzer, de Dode IJzer, vormt de noordgrens. Aan de andere kant van deze Dode IJzer loopt de bebouwing van de dorpskern door in Beveren-Kalsijde, een gehucht op het grondgebied van de Alveringemse deelgemeente Beveren aan de IJzer. Een kilometer ten zuidwesten van Roesbrugge ligt het dorpje Haringe, waarmee Roesbrugge één deelgemeente vormt.

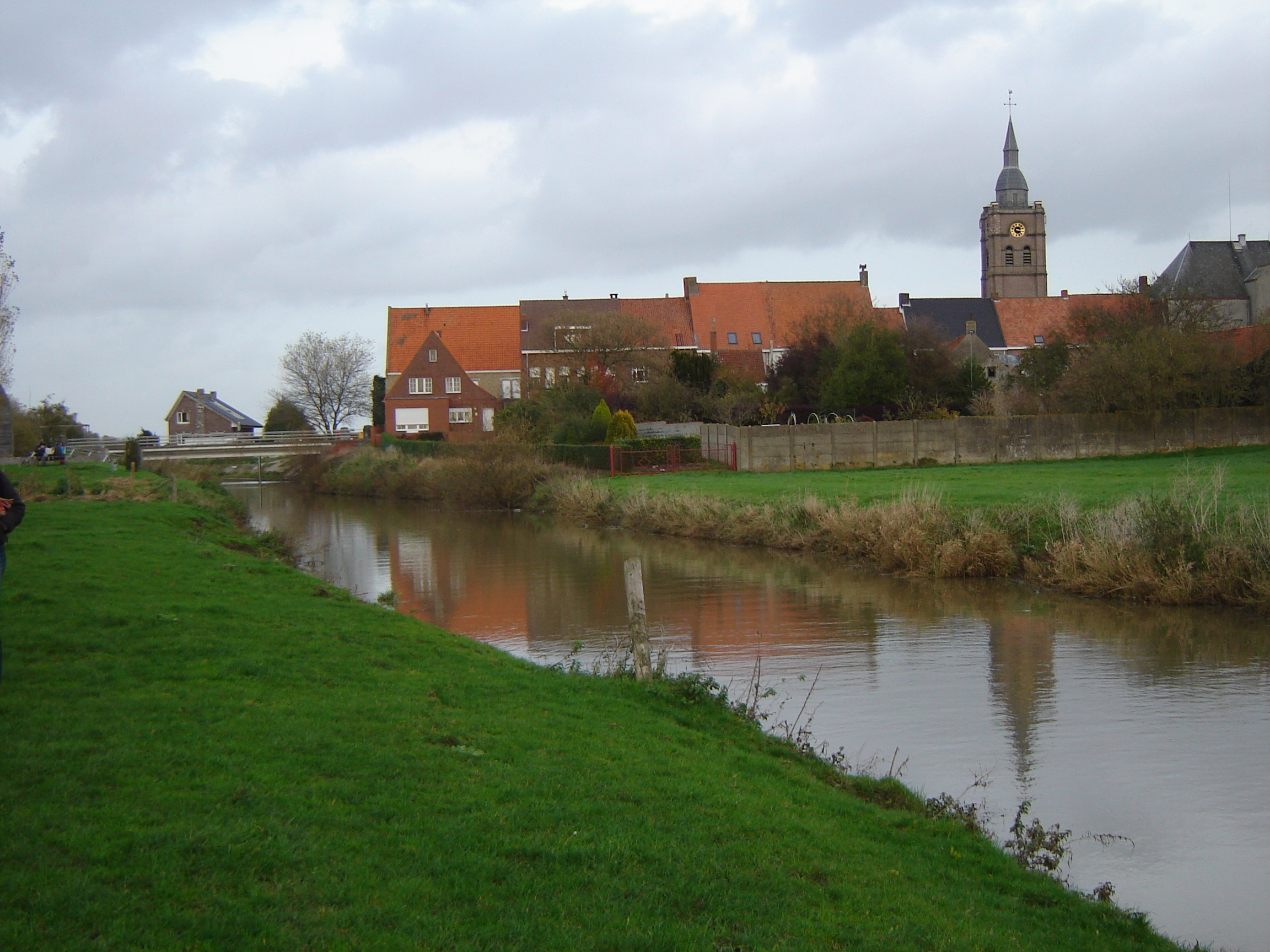
Roesbrugge aan de IJzer

## Geschiedenis
In het nabijgelegen Haringe werden sporen van Romeinse of Gallo-Romeinse bewoning teruggevonden. Deze plaats werd op het einde van de 9de eeuw voor het eerst vernoemd en in de 11de eeuw kwam er een kerkje. Ten oosten had ene Rohard een brug aangelegd over de IJzer en hier rond ontwikkelde zich bewoning. Deze plaats werd eind 12de eeuw, begin 13de eeuw vermeld als de Ponte Rohardi en Rohardsbrugge.
In de 13de eeuw namen Elisabeth van Rohardsbrugge en haar echtgenoot Willem van Béthune een mottekasteeltje op de linkeroever van de IJzer in gebruik. Op de rechteroever werd in 1218 een kapel gebouwd, afhankelijk van de parochie van Haringe, en in 1236 werd op de linkeroever, op het grondgebied van Beveren, een klooster gesticht, Onze-Lieve-Vrouw ter Nieuwe Plant genaamd. Het klooster werd in de 16de eeuw meermaals geplunderd en uiteindelijk afgebroken door de Malcontenten, omdat dit het zicht belemmerde.
Terwijl Haringe een klein landelijk dorpje bleef, ontwikkelde Roesbrugge zich verder. Dit dorp werd een klein economisch centrum door zijn goede ligging. Vanaf hier was de IJzer immers bevaarbaar en het dorp lag aan de brug over de rivier op de steenweg tussen Ieper en Duinkerke, welke in 1681 werd aangelegd onder het bewind van Lodewijk XIV van Frankrijk. Er waren enkele windmolens, waaronder een papiermolen, vijf brouwerijen, enkele steenbakkerijen en een handel in granen en vetten. In de 18e eeuw waren er ook twee tabaksfabrieken, waarvan de producten over de grens werden gesmokkeld.
Na de Franse Revolutie werd Roesbrugge een administratief centrum. Het dorp werd hoofdplaats van een kanton en kreeg een vredegerecht. Tot in de tweede helft van de 20ste eeuw waren er nog belastingkantoren, rijkswacht, douane en brandweer gevestigd. Tijdens het ancien régime bleef de kapel van Roesbrugge afhankelijk van de parochie van Haringe, maar in 1806 werd in Roesbrugge de nieuwe Sint-Martinuskerk ingewijd en de parochie werd zelfstandig.

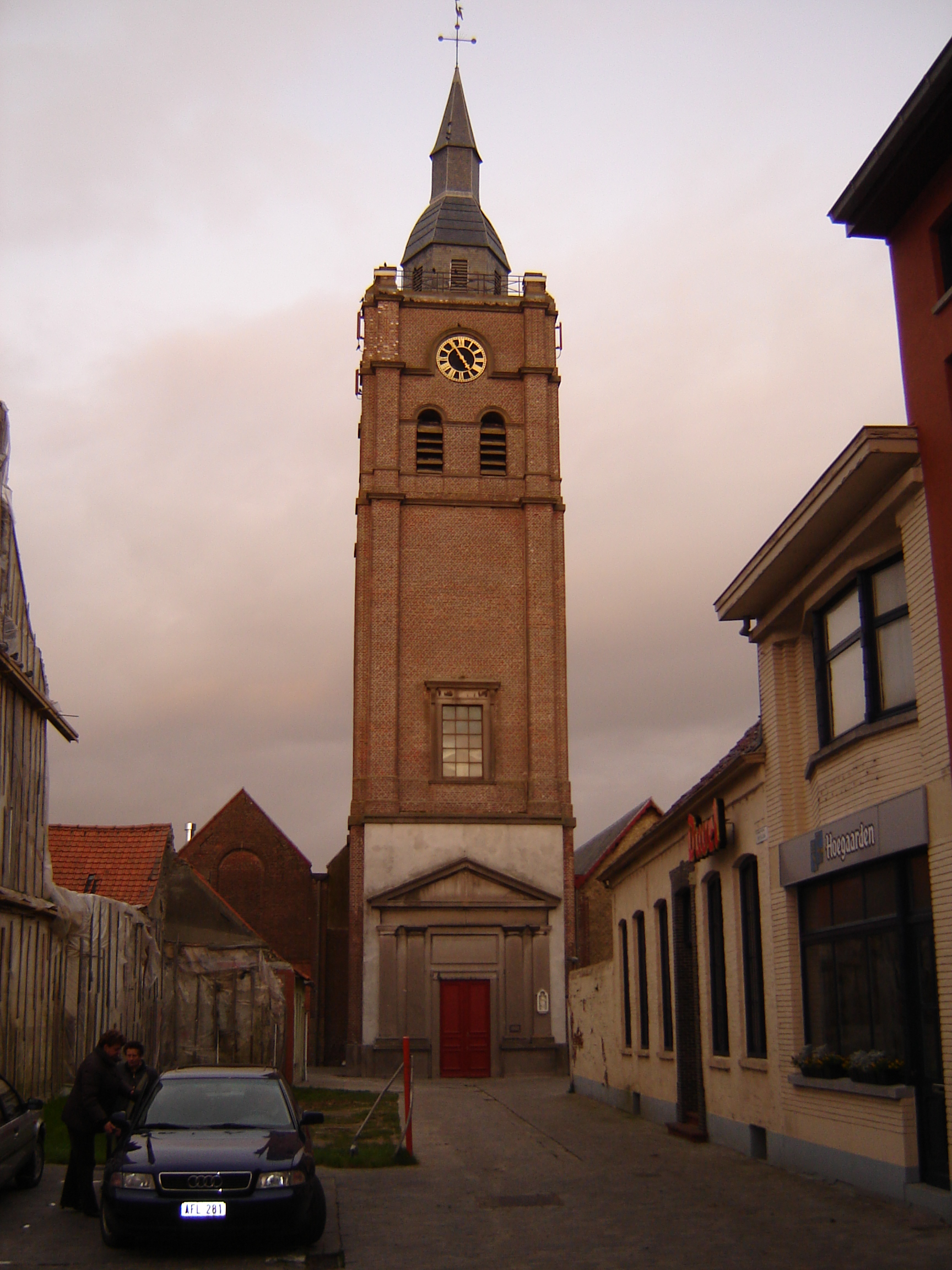
Sint-Martinuskerk

## Bezienswaardigheden
- De Sint-Martinuskerk, gebouwd tussen 1806 en 1837.
- Het voormalig gemeentehuis en vredegerecht uit 1880-1881.
- Het Christen Volkhuis, aan Professor Rubbrechtstraat 25-27, is een herenhuis in eclectische stijl, uit het eerste kwart van de 20e eeuw.
- De pastorie.
- Klooster en meisjesschool (uit 1907) van de Zusters van Namen, na ongeveer 1922 van de Zusters van de Heilige Familie uit Ieper, aan Professor Rubbrechtstraat 58.
- Beeldje Karel de Blauwer van R. Ryon (1980) refereert aan de blauwers (smokkelaars) die ooit hun activiteiten in deze grensstreek uitoefenden.

## Natuur en landschap
Roesbrugge ligt aan de IJzer op een hoogte van ongeveer 7 meter. Naar het zuidoosten toe strekt Zandlemig Vlaanderen zich uit, met lichte glooiing. De  IJzervallei tussen Roesbrugge-Haringe en Elzendamme en de vallei van de Poperingevaart is een cultuurhistorische ankerplaats.

## Nabijgelegen kernen
Haringe, Beveren-Kalsijde, Krombeke, Proven